# Монтгомері-Сіті (Міссурі)
Монтгомері-Сіті (англ. Montgomery City) — місто (англ. city) в США, в окрузі Монтгомері штату Міссурі. Населення — 2811 особа (2020).

## Географія
Монтгомері-Сіті розташоване за координатами 38°58′30″ пн. ш. 91°30′13″ зх. д. / 38.97500° пн. ш. 91.50361° зх. д. (38.974955, -91.503485).  За даними Бюро перепису населення США в 2010 році місто мало площу 8,27 км², з яких 8,20 км² — суходіл та 0,07 км² — водойми. В 2017 році площа становила 8,82 км², з яких 8,74 км² — суходіл та 0,07 км² — водойми.

## Демографія
Згідно з переписом 2010 року, у місті мешкали 2834 особи в 1141 домогосподарстві у складі 711 родини. Густота населення становила 343 особи/км².  Було 1279 помешкань (155/км²).
Расовий склад населення:
| - 92,6 % — білих - 3,6 % — чорних або афроамериканців - 0,2 % — корінних американців - 0,1 % — азіатів - 1,9 % — осіб інших рас |

До двох чи більше рас належало 1,5 %. Частка іспаномовних становила 2,6 % від усіх жителів.
За віковим діапазоном населення розподілялося таким чином: 26,6 % — особи молодші 18 років, 59,1 % — особи у віці 18—64 років, 14,3 % — особи у віці 65 років та старші. Медіана віку мешканця становила 35,3 року. На 100 осіб жіночої статі у місті припадало 94,9 чоловіків;  на 100 жінок у віці від 18 років та старших — 91,6 чоловіків також старших 18 років.
Середній дохід на одне домашнє господарство  становив 46 324 долари США (медіана — 38 650), а середній дохід на одну сім'ю — 57 999 доларів (медіана — 52 550). Медіана доходів становила 39 321 долар для чоловіків та 25 795 доларів для жінок. За межею бідності перебувало 19,9 % осіб, у тому числі 17,9 % дітей у віці до 18 років та 17,6 % осіб у віці 65 років та старших.
Цивільне працевлаштоване населення становило 1062 особи. Основні галузі зайнятості: освіта, охорона здоров'я та соціальна допомога — 28,2 %, виробництво — 19,5 %, роздрібна торгівля — 15,7 %.